# Socotra
Socotra (arabisk: سُقُطْرَى, Suquṭra somali: Suqadara)  også stavet Soqotra, er en lille øgruppe på fire øer i Det Indiske Ocean, som tilhører Yemen. Den største af øerne med samme navn udgør omkring 95% af øgruppens samlede landmasse. Øgruppen ligger omtrent 240 kilometer øst for Afrikas Horn og 380 kilometer syd for Den Arabiske Halvø. Øgruppen ligger meget isoleret , og gennem artsdannelse findes en tredjedel af planterne kun på øgruppen og ingen andre steder på jorden. Socotra er blevet beskrevet som det mest fremmedartede sted på jorden. 
Hovedøen er 132 kilometer lang og 49,70 kilometer bred. Øer har et tropisk ørken- og steppeklima (Köppens klimaklassifikation: BWh og BSh). Socotra blev i 2003 udpeget til biosfærereservat, og i 2008 optaget på UNESCOs Verdensarvsliste  for sit unikke plante- og dyreliv. Ifølge sagnet voksede det enestående dragetræ første gang frem på det sted, hvor to brødre, Darsa og Samha, slog hinanden ihjel. På arabisk kaldes det al-akhawain (de to brødres blod). Det helt unikke træ, med sin blodrøde harpiks og tætte trækrone af forhistoriske blade, er det lovpriste symbol for både Socotra og Yemen. 
I maj 2018 blev Socotra ramt af cyklonen Mekunu, der forvandlede øen til katastrofeområde.